# Coppélia
Coppélia je romantický balet klasického repertoáru o třech dějstvích, založen na námětu německého spisovatele Ernesta Theodora Amadea Hoffmana. Autorem hudby k divadelnímu představení je Léo Delibes, choreografii baletu vytvořil Arthur Saint-Léon. Premiéra baletu proběhla 25.5.1870 v pařížské Opeře. 

## O díle
Balet Coppélia (v době jeho premiéry zněl celý název baletu: Coppélie aneb Dívky s emailovýma očima) byl inspirován dílem E. T. A Hoffmana a jeho dvěma povídkami Der Sandmann (Pískoun) a Die Puppe (Panenka). Na základě příběhů napsal své libreto Charles-Louis-Étienne Nuitter. V premiéře roku 1870 ztvárnila roli Swanildy Giuseppina Bozzacchi.
V roce 1882 představil v Moskvě Joseph Hansen svou verzi baletního představení. Následně v roce 1884 v Petrohradě Marius Petipa s Lvem Ivanovem uvedli obnovenou inscenaci. Petrohradská Coppélia byla roku 1904 zachycena pomocí Štěpanovy notace. Choreograf Nikolaj Sergejev balet inscenoval spolu se souborem Vic-Well's Ballet Ninette de Valois. Ze souboru se později stal baletní soubor The Royal Ballet.
V Česku byl balet uveden poprvé v roce 1893 na scéně Národního divadla v Praze, v roce 1918 byl představen i v Brně a Ostravě.

## Postavy
- doktor Coppélius
- loutka Coppélia
- Swanilda
- Franz

## Děj
Děj baletu se odehrává v Rusku na malém městě. Hlavní postavou díla je mladá dívka Swanilda, která je zamilovaná do mladého chlapce Franze. Na balkóně starého podivína, doktora Coppélia, sedí krásná neznámá žena, která bez zájmu o okolí čte knihu. Franze velmi zaujme a nápadně se po ní dívá, což se nelíbí jeho dívce Swanildě. Když Coppélius ztratí klíče od domu, žárlivá Swanilda se s šesti přítelkyněmi vkrade do Coppéliova domu a zjistí, že je plný loutek. K jejich překvapení je i krásná neznámá pouze loutkou. Coppélius vchází do domu a setkává se s nimi, z domu je vykáže. V této chvíli Franz vylézá po žebříku do okna a Coppélius se ho rozhodne opít, aby mohl jeho životní sílu přelít do svého nejmilovanějšího loutkařského výtvoru Coppélie. Do šatů Coppélie se však stihla převléct Swanilda, která Coppélia klame a předstírá své oživnutí. Následně Swanilda v šatech Coppélie s Franzem z domu utíká a Coppélius zůstavá sám s rozbitými loutkami ve své dílně. Příběh končí svatbou Swanildy a Franze, kteří se usmíří. Coppéliova ztráta na loutkách je finančně odškodněna a vše končí dobře roztančeným výjevem celé vesnice.